# The Little American
The Little American er en amerikansk stumfilm fra 1917 af Cecil B. DeMille og Joseph Levering.

## Medvirkende
- Mary Pickford som Angela More
- Jack Holt som Karl Von Austreim
- Raymond Hatton som Jules De Destin
- Hobart Bosworth
- Walter Long